# スーパーテレビ情報最前線
『スーパーテレビ情報最前線』（スーパーテレビじょうほうさいぜんせん）は、1991年4月8日から2005年9月12日まで日本テレビで放送されていた情報ドキュメンタリー番組。略称は『スーパーテレビ』。
開始当初から2004年3月までは毎週月曜 21:00 - 21:54に、2004年4月から番組終了までは毎週月曜 22:00 - 22:54にそれぞれ放送された（いずれもJST）。

## 概要
1985年4月よりスタートしたドキュメンタリー番組『TIME21』を前身とした番組で、開始当初は同番組にもスポンサーとして参加していたNECがメインスポンサーを務めた。このため、番組名も1993年3月までは『NECスーパーテレビ情報最前線』となっていた。その後もNECはメインスポンサーを継続したが、2000年代に入るとメインスポンサーにP&Gが追加され、末期はP&Gが筆頭スポンサーとなりNECは準筆頭スポンサーの扱いとなった。2004年4月からはこれまでの21時台から1時間繰り下がる形で、それまで読売テレビ制作の番組が放送されていた22時台へと放送枠を移動。これに伴い日本テレビ系の月曜22時台は全系列局ネット扱い（クロスネット局除く）に昇格した。
民放ゴールデンタイムの全国ネットにおける唯一のドキュメンタリー番組で、毎回硬軟問わず様々なテーマを取り上げてレポートし、その種類は、皇室関係、スポーツ、国際情勢、ヒューマンストーリー、流行、娯楽業界、観光情報、スタジオジブリ情報など多岐にわたった。また、『24時間テレビ 「愛は地球を救う」』のチャリティーマラソンのドキュメンタリーも放送した。第1回の放送では当時のソ連、ゴルバチョフ大統領との単独インタビューを放送し、クレムリン内部の撮影も初めて許された。また、2003年に放送されたマイケル・ジャクソンのドキュメンタリー『マイケル・ジャクソンの真実』も大きな話題を呼んだ。他方、2003年6月16日放送分の『SMAP×JAPAN』にて、中国・瀋陽の日本総領事館前で起きたハンミちゃん一家の亡命事件のパロディを流したところ、視聴者からの抗議電話が殺到したこともあった。

## ナレーター
- 羽佐間道夫（ムーブマンが制作協力した回はプロデューサーも兼任）
- 槇大輔
- 渡辺篤史
- 平野義和
- 大谷育江
- 芦沢俊美（当時日本テレビアナウンサー）

## オープニング
1991年4月 - 1993年3月
- 『NECスーパーテレビ』時代にあたる。（放送期間中の1992年にCI刷新後も短期間ながらNECロゴを変えて継続。）松本孝弘（B'z）がテーマ音楽を担当し自身の楽曲「LIFE」を起用。

1993年4月 - 2001年6月
- 立花ハジメが担当し、オープニングの使用期間は歴代で最も長かった。番組タイトルも「NEC」が外れ、番組タイトルロゴも2代目に変更した。

2001年7月 - 2004年3月
- 神戸市を活動拠点とする和太鼓演奏者集団・松村組の和太鼓演奏を基調とした。番組タイトルロゴも3代目に変更した。CG製作はユナイテッド・ゲーム・アーティスツが担当した。これ以降の2代は最後に「スーパーテレビ!」というタイトルコールが入る。

2004年4月 - 2005年9月
- 浅野忠信が原画を担当。放送時間が夜9時台から夜10時台に移行したことにともない、番組タイトルロゴも4代目に変更した。

## 歴代エンディング
- もう一度君に逢いたい / THE ALFEE
- 終わらないで I love You / 玉置浩二&マリーン
- 朝焼けのサガポー / 小椋佳
- すべての悲しみにさよならするために / KAN
- ふたり / スターダスト・レビュー
- せつない時は僕がいる / 大沢誉志幸
- Dear / 酒井ミキオ
- 過ぎた日にそっと花を / 中村雅俊
- はじめてを探さなくちゃ / 石嶺聡子
- 恋する想い〜Fall in love〜 / 松田聖子
- HURRY GO ROUND / hide with Spread Beaver
- ブルー・アイズ・ブルー / エリック・クラプトン
- Aquarius / Aqua
- タイムカプセルの丘 / 矢野真紀
- 風の扉 / 中西圭三
- Nē / 河村隆一
- C-46 / CHAGE and ASKA
- dandelion / KOKIA
- SHALLOW SLEEP / HYDE
- キセキノハナ / Lyrico
- 金魚花火 / 大塚愛
- be fulfilled / TiA
- 叙情詩 / L'Arc〜en〜Ciel
- 未来〜まだ見ぬ時代よ〜 / 石井竜也
- TAO / Do As Infinity[注 2]

## 歴代スタッフ

### 歴代プロデューサー
- 柏木登
- 川添武明
- 笹尾光
- 岩間玄
- 加藤就一
- 小塩真奈
- 実成俊也

### 歴代チーフプロデューサー
- 有山至
- 大久保豊
- 柏木登
- 城朋子
- 中山良夫
- 進藤卓
- 袴田直希

## ネット局
系列はネット終了時点のもの。
| 放送対象地域   | 放送局                    | 系列                          | ネット形態             | 備考                    |
| -------------- | ------------------------- | ----------------------------- | ---------------------- | ----------------------- |
| 関東広域圏     | 日本テレビ（NTV）         | 日本テレビ系列                | 制作局                 |                         |
| 北海道         | 札幌テレビ（STV）         | 日本テレビ系列                | 同時ネット             |                         |
| 青森県         | 青森放送（RAB）           | 日本テレビ系列                | 同時ネット             |                         |
| 岩手県         | テレビ岩手（TVI）         | 日本テレビ系列                | 同時ネット             |                         |
| 宮城県         | ミヤギテレビ（MMT）       | 日本テレビ系列                | 同時ネット             |                         |
| 秋田県         | 秋田放送（ABS）           | 日本テレビ系列                | 同時ネット             |                         |
| 山形県         | 山形テレビ（YTS）         | テレビ朝日系列                | 同時ネット             | 1993年3月まで           |
| 山形県         | 山形放送（YBC）           | 日本テレビ系列                | 同時ネット             | 1993年4月から           |
| 福島県         | 福島中央テレビ（FCT）     | 日本テレビ系列                | 同時ネット             |                         |
| 山梨県         | 山梨放送（YBS）           | 日本テレビ系列                | 同時ネット             |                         |
| 新潟県         | テレビ新潟（TeNY）        | 日本テレビ系列                | 同時ネット             |                         |
| 長野県         | テレビ信州（TSB）         | 日本テレビ系列                | 同時ネット             |                         |
| 静岡県         | 静岡第一テレビ（SDT）     | 日本テレビ系列                | 同時ネット             |                         |
| 富山県         | 北日本放送（KNB）         | 日本テレビ系列                | 同時ネット             |                         |
| 石川県         | テレビ金沢（KTK）         | 日本テレビ系列                | 同時ネット             |                         |
| 福井県         | 福井放送（FBC）           | 日本テレビ系列                | 同時ネット →遅れネット |                         |
| 中京広域圏     | 中京テレビ（CTV）         | 日本テレビ系列                | 同時ネット             |                         |
| 近畿広域圏     | 読売テレビ（ytv）         | 日本テレビ系列                | 同時ネット             |                         |
| 鳥取県・島根県 | 日本海テレビ（NKT）       | 日本テレビ系列                | 同時ネット             |                         |
| 広島県         | 広島テレビ（HTV）         | 日本テレビ系列                | 同時ネット             |                         |
| 山口県         | 山口放送（KRY）           | 日本テレビ系列                | 同時ネット             |                         |
| 徳島県         | 四国放送（JRT）           | 日本テレビ系列                | 同時ネット             |                         |
| 香川県・岡山県 | 西日本放送（RNC）         | 日本テレビ系列                | 同時ネット             |                         |
| 愛媛県         | 南海放送（RNB）           | 日本テレビ系列                | 同時ネット             |                         |
| 高知県         | 高知放送（RKC）           | 日本テレビ系列                | 同時ネット             |                         |
| 福岡県         | 福岡放送（FBS）           | 日本テレビ系列                | 同時ネット             |                         |
| 長崎県         | 長崎国際テレビ（NIB）     | 日本テレビ系列                | 同時ネット             | [ 注 8 ]                |
| 熊本県         | くまもと県民テレビ（KKT） | 日本テレビ系列                | 同時ネット             |                         |
| 大分県         | テレビ大分（TOS）         | 日本テレビ系列 フジテレビ系列 | 同時ネット             | 1997年4月からネット開始 |
| 鹿児島県       | 鹿児島読売テレビ（KYT）   | 日本テレビ系列                | 同時ネット             | 1994年4月開局から       |
| 沖縄県         | 琉球放送（RBC）           | TBS系列                       | 遅れネット             | 1993年4月からネット開始 |